# Stichting Opleiding Arbeidskrachten Nederland
De Stichting Opleiding Arbeidskrachten Nederland (SOAN) was van 1947 tot 1950 een particuliere geheime dienst die zich voornamelijk op smokkelpraktijken richtte, maar ook betrokken was bij de geruchtmakende moord op Friedrich Schallenberg.

## Oprichting
In 1947 stelde de directeur van de Heineken-brouwerijen, Dirk Stikker, 100.000 gulden beschikbaar voor het oprichten van een inlichtingendienst die het communisme moest bestrijden. Stikker was tevens voorzitter van de Partij van de Vrijheid, waarvoor Aart Hacke Tweede Kamerlid was. Allereerst werd aan Pieter Kloppenburg van het Nationaal Reveil aangeboden die organisatie om te vormen. Kloppenburg weigerde, omdat hij al plannen voor een staatsgreep had. De keuze viel vervolgens op de omvorming van de al bestaande Dienst Hacke-Elsinga. De leiding kwam bij Hacke te liggen, die tevens directeur-generaal voor de arbeid was. Vanwege diens officiële functie werd de misleidende naam Stichting Opleiding Arbeidskrachten Nederlandgekozen. Het hoofdkwartier werd gevestigd aan de Groot Hertoginnelaan 26. SOAN rekruteerde veel politiemannen die wegens wangedrag tijdens de oorlog weggezuiverd waren. Minister-president Beel gaf goedkeuring aan deze inlichtingendienst en gaf later opdracht aan de Centrale Veiligheidsdienst (CVD), de voorganger van de Binnenlandse Veiligheidsdienst (BVD), om ermee samen te werken. Diens directeur Einthoven had daar overigens grote bezwaren tegen.
In het comité ter aanbeveling zaten politici, onder wie Carl Romme, en enkele hoge militairen. Er werd een Volksweerbaarheidsafdeling opgericht die met geweld tegen linkse acties moest gaan optreden.
Er werd met instemming van Beel en minister van financiën Lieftinck geregeld dat over de hoge salarissen van de leden van SOAN geen belasting hoefde te worden betaald. In 1948 werd Stikker minister van Buitenlandse Zaken namens de VVD en die stelde Elsinga op zijn ministerie aan als ambtenaar.

## Activiteiten
De SOAN bespioneerde de CVD door middel van omgekochte werksters. Verder verzamelde de SOAN inlichtingen over homoseksuelen om die te chanteren, om zo de dienst te kunnen financieren.
Om aan geld te komen ging de SOAN zich bezighouden met smokkelactiviteiten van vooral effecten en diamanten. Gesmokkelde diamanten werden aangetroffen tussen de resten van een bij Prestwick neergestort KLM-vliegtuig. Smokkelen werd al gauw de hoofdactiviteit van de SOAN. De totale omvang van de smokkel werd op vijfhonderd tot zeshonderd miljoen gulden geschat.
Leden van SOAN maakten plannen om tijdens de rondetafelconferentie in 1949 over de onafhankelijkheid van Indonesië de Indonesische delegatieleider Mohammed Hatta te vermoorden. Ook werden plannen gemaakt om een aanslag te plegen op minister-president Willem Drees en om de minister van overzeese gebiedsdelen Van Maarseveen te ontvoeren.
Enkele leden van de SOAN waren werkzaam op de Amerikaanse ambassade. De ambassade verzamelde gegevens over hooggeplaatste Nederlanders die tijdens de oorlog allerlei kwalijke activiteiten hadden ontplooid en over misplaatste praktijken door leden van de PvdA. De leden van de SOAN stalen dergelijke documenten om de gegevens te gebruiken voor chantage om aan geld te komen of betrokkenen politiek in diskrediet te brengen.

## Affaire Visser
De Haagse burgemeester Willem Visser en zijn secretaris Bos maakten ook deel uit van de SOAN. Zij stalen verschillende keren geld van Zwitserse rekeningen van een NSB’er om dat voor het grootste deel in de kas van de SOAN te storten. Visser stak een deel van het geld in eigen zak. De zaak kwam aan het rollen toen de douane getipt werd en het geld in een aan minister-president Beel gerichte enveloppe vond. Visser werd niet vervolgd voor de diefstallen, maar wel voor het smokkelen van deviezen. Hij werd tot aftreden gedwongen.

## Schallenberg
Leden van de SOAN, waarbij de ter dood veroordeelde Belgische voormalige SS’er Pierre Sweerts, pleegden hoogstwaarschijnlijk vanuit het hoofdkwartier van de SOAN de moord op Friedrich Schallenberg. De achtergrond zou zijn een aan de politie verraden transactie van aandelen die afkomstig waren van Mucke van Nieuwaal.

## Einde van SOAN
In 1950 vond een arrestatieactie tegen leden van de SOAN plaats, omdat ze bij NSB’ers in beslag genomen goederen gestolen hadden. Verder werden er gelden van niet teruggekeerde Joden verduisterd. Ook waren er gelden van voormalige verzetsorganisaties verduisterd. Kort daarop vertelde een lid van SOAN, Peter Louis Henssen, tijdens zijn verhoor aan de politie dat enkele leden van de SOAN betrokken waren geweest bij de moord op Kitty van der Have. Zelf was Henssen tijdens de oorlog betrokken geweest bij de roofmoord op de gedeserteerde Duitse officier Pieter van Vessem. De SOAN werd vervolgens officieel opgeheven.

## Trivia
- Johan van der Starp, de geschorste advocaat van Anton van der Waals, maakte ook deel uit van de SOAN.[13]